# Таймлесс 2: Сапфірова книга
Таймлесс 2: Сапфірова книга — повнометражний фільм, який вийшов на екрани кінотеатрів України 25 вересня 2014 року. Фантастичний фільм за мотивами однойменного роману Керстін Гір «Таймлесс. Сапфірова Книга» і є продовженням «Таймлесс. Рубінова книга (2013)».

## Сюжет
Пригоди юної Гвендолін Шеферд тривають. Вона починає все більше дізнаватися про таємниці світу мандрівників у часі. Їй належить розгадати більше загадок і навчитися бути світською леді для прийомів у 18 столітті. Гвендолін дізнається більше про свою сім'ю, в першу чергу про її дідуся Лукаса. Також Гвендолін підозрює, що Гідеон приховує щось від неї, можливо, якусь приховану страшну таємницю… Але з появою нового, злегка докучливого одного Хімеріуса, дівчині стає легше долати всі перешкоди на шляху.

## У ролях
| Роль              | Актор (акторка)    | Український дубляж |
| ----------------- | ------------------ | ------------------ |
| Гвендолін Шеферд  | Марія Еріх         |                    |
| Гідеон де Віллер  | Яніс Нівенер       |                    |
| Фальк де Віллер   | Уве Кокіш          |                    |
| Грейс Шеферд      | Вероніка Феррес    |                    |
| Бабуся Медді      | Катаріна Тальбах   |                    |
| Шарлотта Монтроуз | Лаура Берлін       |                    |
| Пол де Віллер     | Флоріан Бартоломай |                    |
| Люсі Монтроуз     | Йозефіна Пройсс    |                    |
| Доктор Уайт       | Готтфрід Йон       |                    |
| Джеймс            | Костя Ульман       |                    |
| Леслі Хей         | Дженніфер Лотсі    |                    |
| Рафаель де Віллер | Ліон Васчік        |                    |

## Виробництво

### Розробка
Після завершення першого фільму, незабаром стало відомо, що будуть знімати продовження. Офіційного підтвердження цієї інформації довго не було, але у вересні було оголошено, що зйомки продовження роману почнуться в жовтні. У головних ролях так і залишилися Еріх Марія і Яніс Нівенер. Так само до касту приєднався Ліон Васчік, який виконав роль Рафаеля.

### Зйомки
Аахен знову став історичним Лондоном, там зйомки пройшли з 16 листопада по 1 грудня 2013. Закусочна на Франштрассе іноді перетворювалася в кафе 1955 року, там Гвендолін пила каву зі своїм молодим дідусем. Церква в кафедральному соборі святого Корнеліуса знову стала ареною стрибків у часі головних героїв, сцени в Лондоні 1782 року були відзняті у Штольберге. Останні знімальні дні пройшли в Кельнському міському лісі, який був використаний як Гайд-парк.

### Кінопрем'єри
Прем'єри фільму пройшли в Німеччині. Одинадцятого серпня в Кельні, дванадцятого серпня у Мюнхені.
Після прем'єр відбувся кінотур по містах Німеччини.

### Саундтреки
Композитором до саундтрекам став Філіп Кельмель.
- Backstreet Boys — Show 'Em (What You're Made Of)
- 3OH!3 — We Are Young
- Epic Rock — Love and War
- Iameve — Everlasting Life
- Maria Ehrich ft. Jannis Niewohner — The Time Warp
- Iameve — Hollow Inside
- Nick Howard — Unbreakable
- Tommy Leonard — Timeless
- Staatskapelle Weimar — Ruby Red Suite
- Staatskapelle Weimar — Sapphire Blue
- Staatskapelle Weimar — Water Lilies
- Staatskapelle Weimar — Journey Through Time
- Staatskapelle Weimar — Les Indes Galantes Menuet I & II
- Staatskapelle Weimar — Greensleeves
- Staatskapelle Weimar — Conspiracy
- Staatskapelle Weimar — Where You Belong
- Staatskapelle Weimar — Xemerius
- Staatskapelle Weimar — Time Of Crisis
- Staatskapelle Weimar — Secret Society
- Cardiac — Dark Matter Girl
- Vladimir Horowitz — Von Fremden Ländern Und Menschen
- Philipp F. Kölmel — Finding Love
- Siri Svegler — Coming Up Roses
- Siri Svegler — Paperdoll Dress
- Cardiac — My Blood Is Rising

## Продовження
З квітня по червень 2015 року проходили зйомки заключній частині трилогії — «Таймлесс 3: Смарагдова книга». Не буде поділено на частини. Прем'єра в Німеччині відбудеться 07 липня 2016 року. Аванс-прем'єра відбудеться 24 червня 2016.